# Miloš Rus
Miloš Rus (nacido el 4 de abril de 1962) es un exfutbolista esloveno que se desempeñaba como guardameta y entrenador.
Dirigió en equipos como el Brummell Sendai, Interblock Ljubljana, NK Zagreb, NK Celje, NK Krka y Yokohama FC.

## Clubes

### Como entrenador
| Club                 | País      | Año       |
| -------------------- | --------- | --------- |
| Brummell Sendai      | Japón     | 1997      |
| NK Slavija Vevče     | Eslovenia | 1998      |
| Interblock Ljubljana | Eslovenia | 1999      |
| NK Zagreb            | Croacia   | 2006      |
| Eslovenia sub-18     | Eslovenia | 2009-2013 |
| NK Celje             | Eslovenia | 2013-2014 |
| NK Krka              | Eslovenia | 2014      |
| Yokohama FC          | Japón     | 2015      |
| Yokohama FC          | Japón     | 2016      |
| ND Bilje             | Eslovenia | 2017      |